# (3522) Becker
(3522) Becker ist ein Asteroid des Hauptgürtels, der am 21. September 1941 von dem finnischen Astronomen Yrjö Väisälä in Turku entdeckt wurde.